# Џон Купер
Џон Купер (енгл. Jon Cooper — Принс Џорџ, 23. август 1967) професионални је канадско−амерички хокејашки тренер.
Од марта 2013. главни је тренер НХЛ лигаша Тампа Беј лајтнингси. Као селектор сениорске репрезентације Канаде освојио је сребрну медаљу на светском првенству 2017. године.